# Alex Comas
Alex Javier Comas Yacomelo (Barranquilla, 14 november 1971) is een voormalig Colombiaans voetballer die speelde als centrale aanvaller. Hij beëindigde zijn actieve loopbaan in 2008 bij de Venezolaanse club Aragua Fútbol Club.

## Clubcarrière
Comas speelde als spits. Hij maakte zijn debuut in het profvoetbal in 1991 als speler van Independiente Medellín. Met Atlético Nacional won hij tweemaal de Colombiaanse landstitel. Hij speelde tevens in de Verenigde Staten (New York MetroStars) en Chili (Deportes La Serena).

## Interlandcarrière
Comas kwam twee keer uit voor het Colombiaans voetbalelftal en scoorde één keer. Onder leiding van bondscoach Hernán Darío Gómez maakte hij zijn debuut voor Los Cafeteros op 25 maart 1998 in de vriendschappelijke wedstrijd tegen Joegoslavië (0-0) in Bogota. Hij moest in dat duel al na 26 minuten plaatsmaken voor doelman Faryd Mondragón nadat Óscar Córdoba een rode kaart had gekregen van scheidsrechter Byron Moreno.

## Erelijst
Atlético Junior
- Landskampioen

1993
 Atlético Nacional
- Landskampioen

1994, 1999
 Deportes Tolima
- Landskampioen

2003